# Tự do hóa kinh tế
Tự do hóa kinh tế là việc giảm bớt các quy định và hạn chế của chính phủ trong một nền kinh tế để đổi lấy sự tham gia nhiều hơn của các thực thể tư nhân; học thuyết này gắn liền với chủ nghĩa tự do cổ điển. Do đó, tự do hóa trong ngắn hạn là "loại bỏ các biện pháp kiểm soát" nhằm khuyến khích sự phát triển kinh tế. Tự do hóa kinh tế cũng liên quan chặt chẽ với chủ nghĩa tự do mới.
Hầu hết các quốc gia có thu nhập cao đã theo đuổi con đường tự do hóa kinh tế trong những thập kỷ gần đây với mục tiêu đã nêu là duy trì hoặc tăng khả năng cạnh tranh của môi trường kinh doanh. Chính sách tự do hóa bao gồm tư nhân hóa một phần hoặc toàn bộ các tổ chức và tài sản của chính phủ, linh hoạt thị trường lao động hơn, thuế suất thấp hơn cho các doanh nghiệp, ít hạn chế hơn cả vốn trong nước và nước ngoài, thị trường mở, v.v. Để hỗ trợ tự do hóa, cựu thủ tướng Anh Tony Blair đã viết rằng: "Thành công sẽ đến với những công ty và quốc gia nhanh chóng thích nghi, ít phàn nàn, cởi mở và sẵn sàng chấp nhận thay đổi. Nhiệm vụ của các chính phủ hiện đại là đảm bảo rằng các quốc gia của chúng ta có thể vượt qua thách thức này. " 
Ở các nước đang phát triển, tự do hóa kinh tế đề cập nhiều hơn đến tự do hóa hoặc tiếp tục "mở cửa" các nền kinh tế tương ứng của họ đối với vốn và đầu tư nước ngoài. Ba trong số các nền kinh tế đang phát triển nhanh nhất hiện nay; Brazil, Trung Quốc và Ấn Độ, đã đạt được sự tăng trưởng kinh tế nhanh chóng trong vài năm hoặc nhiều thập kỷ qua, một phần, từ việc "tự do hóa" nền kinh tế của họ sang vốn nước ngoài.
Nhiều quốc gia hiện nay, đặc biệt là các nước trong thế giới thứ ba, được cho là không có lựa chọn nào khác ngoài việc "tự do hóa" nền kinh tế của họ (tư nhân hóa các ngành công nghiệp chủ chốt sang sở hữu nước ngoài) để duy trì khả năng cạnh tranh trong việc thu hút và giữ lại cả đầu tư trong và ngoài nước. Điều này được gọi là yếu tố TINA, viết tắt của " không có sự thay thế ". Chẳng hạn, năm 1991, Ấn Độ có rất ít sự lựa chọn ngoài việc thực hiện cải cách kinh tế. Tương tự, ở Philippines, các đề xuất gây tranh cãi về Thay đổi Điều lệ bao gồm sửa đổi các điều khoản hạn chế về kinh tế trong hiến pháp năm 1987 của họ.
Theo biện pháp này, đối lập với một nền kinh tế tự do hóa là các nền kinh tế như là nền kinh tế của Bắc Triều Tiên với hệ thống kinh tế "tự cung tự cấp" của họ, đóng cửa với ngoại thương và đầu tư (xem tự động). Tuy nhiên, Triều Tiên không hoàn toàn tách biệt với nền kinh tế toàn cầu, vì nước này chủ động giao dịch với Trung Quốc, thông qua Đan Đông, một cảng biên giới lớn và nhận viện trợ từ các nước khác để đổi lấy hòa bình và hạn chế trong chương trình hạt nhân của họ. Một ví dụ khác là các nước giàu dầu mỏ như Ả Rập Saudi và Các Tiểu vương quốc Ả Rập Thống nhất, trong đó không cần phải mở thêm nền kinh tế của mình cho vốn đầu tư và đầu tư nước ngoài vì trữ lượng dầu của họ đã cung cấp cho họ thu nhập xuất khẩu lớn.
Việc áp dụng cải cách kinh tế ngay từ đầu và sau đó là sự đảo ngược hoặc duy trì của nó là một chức năng của các yếu tố nhất định, sự hiện diện hay vắng mặt sẽ quyết định kết quả. Sharma (2011) giải thích tất cả các yếu tố như vậy. Lý thuyết của tác giả khá khái quát và có thể áp dụng cho các nước đang phát triển đã thực hiện cải cách kinh tế trong những năm 1990.